# Blera fallax
Blera fallax је инсект из реда двокрилаца - Diptera који припада породици осоликих мува - Syrphidae. 

## Распрострањење
Насељава Европу, чешће у северној и средњој, али и Азију. У Србији ретка, само неколико података са високих планина. Ова врста везана је за четинарске шуме.

## Опис
Blera fallax је 10-12 мм велика, претежно црна, умерено длакава осолика мува са наранџасто - црвеним трбушним крајем и лицем издуженим надоле. Ларве су сапроксилне и развијају се у трлом дрвету, посебно белог бора (Pinus sylvestris). Одрасле јединке лете од маја до јула и често се хране на цветовима малине (Rubus).

## Синоними
- Blera nipponica Shiraki, 1968
- Musca fallax Linnaeus, 1758
- Musca ruficaudis De Geer, 1776
- Syrphus seminiger Panzer, 1804
- Syrphus semirufus Fabricius, 1794